# Кубок Андорры по футболу 2002
Кубок Андорры 2002 (кат. Copa d'Andorra 2002) — седьмой розыгрыш Кубка Андорры по футболу. Соревнования начались 12 мая 2002 года и закончились 3 июня 2002 года финальным матчем. Победителем турнира впервые стала «Лузитанс», выигравшая в финале клуб «Интер» со счётом (2:0).

## 1/4 финала
Четвертьфинальные матчи состоялись 12 и 13 мая.
| Команда      | счёт | Команда              |
| ------------ | ---- | -------------------- |
| Санта-Колома | 2:3  | Лузитанс             |
| Ранжерс      | 2:3  | Принсипат            |
| Сан-Жулиа    | 3:4  | Интер (Эскальдес)    |
| Энкамп       | 3:1  | Спортинг (Эскальдес) |

## 1/2 финала
Полуфинальные матчи состоялись 26 мая.
| Команда   | счёт | Команда           |
| --------- | ---- | ----------------- |
| Энкамп    | 0:1  | Лузитанс          |
| Принсипат | 1:2  | Интер (Эскальдес) |

## Финал
| 2 июня 2002 | \| Лузитанс \| 2:0 \| Интер (Эскальдес) \| |                   |
| Лузитанс    | 2:0                                        | Интер (Эскальдес) |

| Победитель Кубка Андорры 2002 |
| ----------------------------- |
| Лузитанс Первый титул         |